# Janusz z Lubienia
Janusz (Jan Śledź) z Lubienia herbu Doliwa (ur. ?, zm. ok. 20 marca 1435) – biskup przemyski.
Był kapelanem Władysława Jagiełły. bardzo często wspomagał króla w jego działalności dyplomatycznej. W dniu 20 sierpnia 1420 został prekonizowany biskupem przemyskim. Urzędował w Krośnie. Zakładał nowe parafie; dbał o rozwój diecezji i jej podstawy ekonomiczne. W tym celu za 800 grzywien wykupił wójtostwo w Brzozowie.
Był sygnatariuszem pokoju mełneńskiego 1422 roku.